# The Sting
The Sting (с англ. — «Жало») — двенадцатая серия четвёртого сезона мультсериала «Футурама». Североамериканская премьера этого эпизода состоялась 1 июня 2003 года.

## Сюжет
Профессор Фарнсворт хочет, чтобы Фрай, Лила и Бендер взялись за дело, которое провалила предыдущая команда Межпланетного Экспресса, — собрали мёд космических пчёл.
После прибытия на место Бендера маскируют под пчелу и обучают его пчелиному языку-танцу: его цель — отвлекать пчёл-охранников от сбора мёда другими членами экипажа. Во время сбора Фрай случайно падает в поток маточного молочка, и Лила спасает его. У Бендера неплохо получалось отвлекать пчёл до тех пор, пока он случайно не оскорбляет пчелиную матку; всем приходится спасаться. Экипажу удаётся вырваться из пчелиного логова почти без потерь, а Лила, отличающаяся добрым сердцем, даже успевает захватить с собой пчелу-малыша. Но безобидное с виду создание нападает на Лилу, а Фрай едва успевает прикрыть её своим телом, после чего погибает, пронзённый насквозь пчелиным жалом, при этом прошедшее через тело Фрая жало наносит Лиле лишь маленькую ранку. Бендер выбрасывает убийцу в космос.
Лила находится в глубочайшей печали в связи с кончиной Фрая и винит во всём только себя. Похороны героя проходят на «Орбитальных Лугах», после чего гроб с телом Фрая отправляется в вечное путешествие по Космосу.
Лила пробует добытый ими космический мёд. Как вскоре выясняется, «одна ложка его — успокоит, две — помогут уснуть, съешь три — уснёшь навеки». После мёда у Лилы начинаются видения: ей кажется, что она общается с Фраем, у которого от жала появилась дыра в животе. Они встречаются в космосе, куда он был отправлен в последний путь. Фрай говорит ей, что в его ящике её ждет подарок, после чего просит Лилу проснуться. Лила просыпается, не веря, что всё это было не по-настоящему.
Рассказав о произошедшем остальным членам экипажа, Лила проводит эксперимент — вскрывает ящик Фрая. Там пусто, но вскоре выясняется, что подарок для неё там действительно был, просто Бендер успел покопаться в вещах погибшего раньше всех. Опыты Профессора над мозгом Лилы показывают, что она всё-таки не общается с духом погибшего Фрая, а просто не в себе.
В следующую ночь Фрай приглашает Лилу на романтическую прогулку по разным планетам и в конце сна дарит ей свой пиджак, с которым она и просыпается в руках после неизменного призыва Фрая проснуться. Когда Лила предъявляет его своей команде как доказательство своего реального общения с Фраем, красный пиджак Фрая превращается в зелёное пальто Лилы. Это укрепляет окружающих в мысли, что та сильно не в себе от горя.
Потрясённая Лила решает повторить эксперимент, съев две ложки космического мёда. После второй она разливает маточное молочко на диван, и там из него материализуется Фрай. После обследования Профессор заявляет: «ДНК Фрая впечаталась в молочко, когда тот упал в него, и сейчас материализовавшийся Фрай — самый настоящий». Лила счастлива, что Фрай вернулся, но внезапно он опять просит её… проснуться.
У Лилы случается ещё одна галлюцинация: она видит всех членов своей команды, которые танцуют, пляшут и счастливы от того, что их жалит та самая космическая пчела. Лила понимает, что если она не полетит в космос, не найдет гроб Фрая и не откроет его, то точно сойдет с ума.
Лила находит гроб Фрая, открывает его, но внутри вместо тела друга видит загадочное разноцветное мельтешение. Она понимает, что действительно сошла с ума.
Вернувшись, Лила решает съесть три ложки космического мёда, чтобы остаться с Фраем навсегда, но едва она готовится проглотить третью ложку, оживает изображение Фрая, стоящее у неё на тумбочке. Он просит её не делать этого (он пробовал так делать в качестве эксперимента, но не выдержал), а жить и бороться. Лила ударяется в слёзы, разбивает банку с мёдом, комнату наполняют космические пчелы… и Лила просыпается на больничной койке.
Оказывается, весь яд на кончике жала попал в Лилу, отчего та впала в кому на две недели, а Фрай обошёлся пересадкой селезёнки. Все эти дни Фрай неотлучно находился у койки Лилы, умоляя её проснуться, что она и слышала в своих снах.